# Augusto Napoleone Berlese
Augusto Napoleone Berlese (21 de octubre de 1864 - 26 de enero de 1903) fue un botánico, y fitopatólogo italiano.

## Biografía
Berlese fue profesor en fitopatología de la Universidad Agrícola de Milán. En 1892 con su hermano, el zoólogo Antonio Berlese, fundaron la "Revista de Patología vegetal". Ayudó a Saccardo en su: Sylloge Fungorum.

## Algunas publicaciones
- Berlese, an. 1885. Fungi Moricolae, Iconografia e Descrizione dei Funghi Parassiti del Gelso. Fasc. 1. Padua
- ----. 1888. Le nouveau genre Peltosphaeria. Revue Mycologique Toulouse 10 (1): 17-18
- ----. 1889. Excursion mycologique dans le Frioul. Bulletin de la Société Mycologique de France 5: 36-59, 1 plancha
- ----. 1899. Icones Fungorum omnium hucusque cognitorum ad usum Sylloges Saccardianae ad commodatae 2: 113-216 [planchas 144-178]. Avellino; E. Pergola
- ----; g Bresadola. 1889. Micromycetes Tridentini. Contribuzione allo studio dei funghi microscopici del Trentino. Annuario delle Soc. degli Alpinisti Tridentini 14: 1-103, tab.
- ----; jb De-Toni, e Fischer. 1888. Sylloge Fungorum 7 (1): 1-498
- ----; ----, ----. 1888. Sylloge Fungorum 7 (2): 499
- ----; f Saccardo, c Roumeguère}}. 1889. Contributiones ad floram mycologicam lusitaniae. II. Fungi lusitanici a cl. Moller lecti. Revue Mycologique Toulouse 11: 117-124
- ----; p Voglino}}. 1886. Funghi anconitani. Contribuzione alla flora micologia Italiana. Atti della Soc. Veneto-Trentina Sc. Nat. 10: 209-[?]
- ----; ----. 1886. Sylloge Fungorum Omnium hucusque Cognitorum Digessit P.A. Saccardo. Additamenta ad Volumina I-IV. 1-484. Padua; Berlese & Voglino
- Saccardo, pa; an Berlese. 1885. Miscellanea mycologica. Ser. II. Atti dei Istituto Veneto di Scienze, Lettere ed Arti Ser. 6 3: 711-742
- ----; ----. 1885. Fungi Australienses. Revue Mycologique Toulouse 7: 92-98
- ----; ----. 1885. Fungi Brasilienses a cl. B. Balansa lecti (3). Revue Mycologique Toulouse 7: 155-158, 1 plancha

## Tributo
- La abreviatura «Berl.» se emplea para indicar a Augusto Napoleone Berlese como autoridad en la descripción y clasificación científica de los vegetales.[1]

## Fuente
- Heinrich Dörfelt & Heike Heklau. 1998. Die Geschichte der Mykologie